# Стихотворения Владимира Маяковского (1927—1930)
Стихотворения Маяковского (1927—1930) — список стихотворений Владимира Владимировича Маяковского, созданных им с 1927 по 1930 год. Источником к созданию списка послужило третье издание полного собрания сочинений в тринадцати томах, в основу которого, в свою очередь, было положено десятитомное прижизненное собрание, восемь томов которого были подготовлены к печати самим поэтом. В отношении остальных произведений за основу принималась последняя прижизненная публикация.
В список входит 262 стихотворения.

## Стихотворения (1927—1930)
1. Стабилизация быта
2. Бумажные ужасы
3. Нашему юношеству
4. Фабриканты оптимистов
5. По городам Союза
6. Моя речь на показательном процессе по случаю возможного скандала с лекциями профессора

Шенгели
1. Птичка
2. «За что боролись?»
3. «Даешь изячную жизнь»
4. Корона и кепка
5. Вместо оды
6. Вдохновенная речь про то, как деньги увеличить и уберечь
7. Лезьте в глаза, влетайте в уши слова вот этих лозунгов и частушек
8. Февраль
9. Первые коммунары
10. Лучший стих
11. Не все то золото, что хозрасчет
12. Рифмованные лозунги
13. Маленькая цена с пушистым хвостом
14. Английский лидер
15. Мрачный юмор
16. «Ленин с нами!»
17. Лена
18. Мощь Британии
19. Товарищу машинистке
20. Весна
21. Сердитый дядя
22. Негритоска Петрова
23. Осторожный марш
24. Венера Милосская и Вячеслав Полонский
25. Глупая история
26. Господин «народный артист»
27. Дела вузные, хорошие и конфузные
28. Славянский вопрос-то решается просто
29. Да или нет?
30. Слушай, наводчик!
31. Ну, что ж!
32. Призыв
33. Про Госторг и кошку, про всех понемножку
34. Голос Красной площади
35. Общее руководство для начинающих подхалим
36. Крым
37. Товарищ Иванов
38. Ответ на «Мечту»
39. Польша
40. Чугунные штаны
41. Сплошная неделя
42. Посмотрим сами, покажем им
43. Иван Иванович Гонорарчиков
44. Мускул свой, дыхание и тело тренируй с пользой для военного дела
45. Наглядное пособие
46. «Комсомольская правда»
47. Пиво и социализм
48. Гевлок Вильсон
49. Чудеса!
50. Маруся отравилась
51. Письмо к любимой Молчанова, брошенной им, как о том сообщается в № 219 «Комсомольской правды» в стихе по имени «Свидание»
52. «Англичанка мутит»
53. Рапорт профсоюзов
54. «Массам непонятно»
55. Размышления о Молчанове Иване и о поэзии
56. Понедельник — субботник
57. Автобусом по Москве
58. Было — есть
59. Гимназист или строитель
60. Баку
61. Солдаты Дзержинского
62. Без руля и без ветрил
63. Даешь хлеб!
64. Три тысячи и три сестры
65. Дядя Эмэспэо
66. Екатеринбург — Свердловск
67. Рассказ литейщика Ивана Козырева о вселении в новую квартиру
68. Император
69. Сердечная просьба
70. Десятилетняя песня
71. Лозунги-рифмы
72. Хочу воровать
73. Голубой лампас
74. Лицо классового врага
75. Даешь тухлые яйца!
76. Две культуры
77. Кино и вино
78. Детский театр из собственной квартирки — вышибают товарищи сатирики
79. Парижская коммуна
80. Фабрика мертвых душ
81. Нагрузка по макушку
82. Солнечный флаг
83. «Телевоксы»? Что такое?
84. Добудь второй!
85. Бей белых и зеленых
86. Кто он?
87. Электричество — вид энергии
88. Красные арапы
89. Точеные слоны
90. Весенняя ночь
91. Писатели мы
92. Арсенал ленинцев
93. «Жид»
94. Служака
95. Мы отдыхаем
96. Критика самокритики
97. Легкая кавалерия
98. Безработный
99. Дачный случай
100. Слегка нахальные стихи товарищам из Эмкахи
101. Работникам стиха и прозы, на лето едущим в колхозы
102. «Общее» и «моё»
103. Вредитель
104. Казань
105. No 17
106. Марш — оборона
107. Готовься
108. Готовься! Стой! Строй!
109. Товарищи, поспорьте о красном спорте!
110. Соберитесь и поговорите-ка вровень с критикой писателя и художника, почему так много сапожников-критиков и нет совершенно критики на сапожников?
111. Дом Герцена
112. Крест и шампанское
113. Странно… но верно
114. О том, как некие сектантцы зовут рабочего на танцы
115. Каждый сам себе ВЦИК
116. Дом Союзов 17 июля
117. Шестой
118. Дождемся ли мы жилья хорошего? Товарищи, стройте хорошо и дешево!
119. Про пешеходов и разинь, вонзивших глазки небу в синь
120. Трус
121. Помпадур
122. 7 часов
123. Стих не про дрянь, а про дрянцо. Дрянцо хлещите рифм концом
124. Крым
125. Небесный чердак
126. Евпатория
127. Земля наша обильна
128. Польза землетрясений
129. Рифмованный отчет. Так и надо — крой, Спартакиада!
130. Товарищи хозяйственники!
131. Это те же
132. Шутка, похожая на правду
133. Привет, КИМ!
134. Костоломы и мясники
135. Помощь Наркомпросу, Главискусству в кубе по жгучему вопросу, вопросу о клубе
136. Важнейший совет домашней хозяйке
137. Размышления у парадного подъезда
138. Явление Христа
139. Повальная болезнь
140. Баллада о бюрократе и о рабкоре
141. Плюшкин
142. Халтурщик
143. XIV МЮД
144. Всесоюзный поход
145. Вперед, комсомольцы!
146. Секрет молодости
147. Галопщик по писателям
148. Счастье искусств
149. Вопль кустаря
150. Лучше тоньше, да лучше
151. Враги хлеба
152. Привет делегатке
153. Вегетарианцы
154. Головотяпам
155. Студенту пролетарию
156. Даешь автомобиль!
157. Рассказ рабочего Павла Катушкина о приобретении одного чемодана
158. Горящий волос
159. Поиски носков
160. Почему?
161. Непобедимое оружие
162. Что такое парк?
163. Рассказ одного об одной мечте
164. Идиллия
165. Столп
166. Во избежание умственных брожений, стихи написав, объясняю их: стихи в защиту трудовых сбережений, но против стяжателей, глупых и скупых
167. Проба
168. Зевс-опровержец
169. В чём дело?
170. Поп
171. Подлиза
172. Сплетник
173. Ханжа
174. Стихи о разнице вкусов
175. Стихотворение о проданной телятине
176. Стихи о красотах архитектуры
177. Письмо товарищу Кострову из Парижа о сущности любви
178. Письмо Татьяне Яковлевой
179. Ответ на будущие сплетни
180. Божественная картинка
181. Лыжная звезда
182. Чье рождество?
183. Мразь
184. Баллада о почти что факте
185. Технике внимания видать ли?
186. Неоконченное [Про школу и про учение (из чудной школы дрянные исключения)]
187. Перекопский энтузиазм!
188. Лозунги к комсомольской перекличке. Готовься! Целься!
189. Итоги
190. Говорят
191. Теоретики
192. Разговор с товарищем Лениным
193. Мрачное о юмористах
194. Урожайный марш
195. Проверь, товарищ, правильность факта — так или не так это
196. Душа общества
197. Долой шапки!
198. Тигр и киса
199. Что такое?
200. Который из них?
201. Они и мы
202. Кандидат из партии
203. Монте-Карло
204. Вонзай самокритику!
205. Два соревнования
206. На Западе все спокойно
207. Заграничная штучка
208. Парижанка
209. Красавицы (Раздумье на открытии Grand opera)
210. Стихи о советском паспорте
211. Нота Китаю
212. Долой! Западным братьям
213. Голосуем за непрерывку
214. Изобретательская семидневка
215. Анчар (поэма об изобретательстве)
216. Застрельщики
217. Американцы удивляются
218. Два опиума
219. Надо бороться
220. Смена убеждений
221. Пример, не достойный подражания _Тем, кто поговорили и бросили_
222. Первый из пяти
223. В 12 часов по ночам
224. Помните!
225. Птичка божия
226. Стихи о Фоме
227. Я счастлив!
228. Мы
229. Даёшь!
230. Октябрьский марш
231. Рассказ Хренова о Кузнецкстрое и о людях Кузнецка
232. Лозунги по КИМу
233. Отречёмся
234. Особое мнение
235. На что жалуетесь?
236. Стих как бы шофера
237. Даешь материальную базу!
238. Пролетарка, пролетарий, заходите в планетарий
239. Последний крик
240. Не увлекайтесь нами
241. Любители затруднений
242. Стихотворение одежно-молодёжное
243. Марш ударных бригад
244. Тревога
245. Эпиграммы
1. Безыменскому
2. Адуеву
3. Сельвинский
4. Безыменскому
5. Уткину
6. Гандурину
246. Ленинцы
247. «Во весь медногорлый гудочный клич…»
248. Марш двадцати пяти тысяч
249. Подводный комсомолец
250. Товарищу подростку
251. Новый тип